# Маглина Коњска глава
Маглина Коњска глава (позната и као Барнард 33) је тамна маглина у сазвежђу Орион. Маглина се налази само на југу звезде Алнитак, која је најудаљенија источна звезда на Орионовом појасу и која је део много већег Орионовог молекуларног облачног комплекса. Маглину је први пут забележио 1888. године шкотски астроном Вилијам Флеминг на фотографском платну B2312 узетом у опсерваторијуму Хардварског универзитета. Маглина Коњска глава је око 1500 светлосних година од Земље. То је једна од најважнијих  и препознатљивијих маглина због облика свог вртложног облака тамне прашине и гасова, која носи неку сличност са коњском главом када се гледа са Земље.

## Преглед
Тамни облак прашине и гаса је регија у Орионовом молекуларном облаку комплекса где се формација звезда одвија. Налази се у сазвежђу Орион, који је, гледано из северне хемисфере, истакнут на небу у зимским вечерима. Овај звездани расадник, као што је познато, може садржати преко 100 познатих врсти органских и неорганских гасова, као и прашине; Неке од њих чине велике и сложене органске молекуле.
Црвени или ружичасти сјај потиче од водоника углавном иза маглине, јонизована од стране оближње сјајне звезде Сигма Орионис. Магнетно поље каналише гасове који напуштају маглину у потоцима, који су приказани као сјајне пруге у позадини. Сјајна трака водоника обележава ивицу масовног облака, и густине оближњих звезда се приметно разликују на обе стране.
Тешка концентрација прашине у региону маглине Коњска глава и суседних Орион Небула је локализована, давајући реѕултате у наизменичним деловима са  скоро потпуном покривношћу и транспарентности. Тама Коњске главе је углавном узрокована густом прашином која блокира светлост звезда иза њега. Доњи део врата Коњске главе баца сенку на левој страни. Видљива тамна маглина појављује се из гасног комплекса који је активан сајт формирања "ниских-маса" звезда. Светле тачаке у бази Маглине Коњске главе су младе звезде које су само у процесу формирања. Маглина има магнитуду 11.